# NGC 4398
NGC 4398 je jedan još neidentificirani objekt u zviježđu Djevici. Vjerojatno se radi o zvijezdi vrste *. Zvjezdarnica Mount Palomar ga svrstava pod broj 1563. Uranometria 2000.00 ga svrstava pod broj 193.

## Vanjske poveznice
- (engl.) SEDS: NGC 4398
- (engl.) Revidirani Novi opći katalog
- (engl.) Izvangalaktička baza podataka NASA-e i IPAC-a
- (engl.) Astronomska baza podataka SIMBAD
- (engl.) VizieR